# Romhányi csata
A romhányi csata a Rákóczi-szabadságharc egyik utolsó csatája, melyet 1710. január 22-én vívtak a Nógrád vármegyei Romhány és Szátok között. A kezdeti kuruc sikerek után a császári csapatok megfordították a harc kimenetelét, majd mindkét fél visszavonult.

## Előzmények

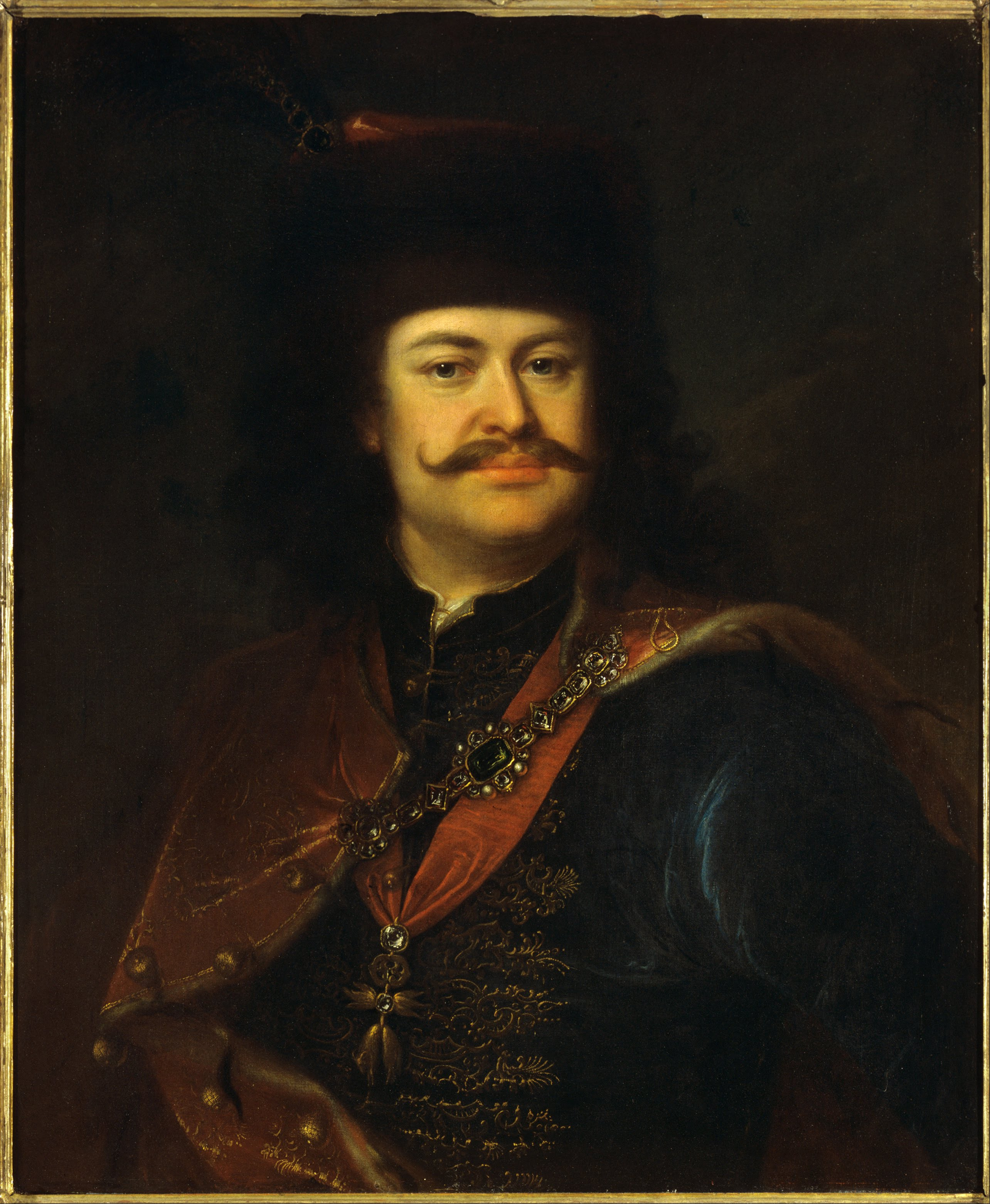
II. Rákóczi Ferenc képmása
Mányoki Ádám festménye

A trencséni csatában elszenvedett, döntőnek bizonyuló vereség után a kurucok folyamatosan szorultak ki a nyugati országrészből. 1709-10 fordulóján az osztrák seregek Nógrád vármegye területén folytatták fokozatos előrenyomulásukat gróf Johann Sickingen irányítása alatt. 1710 januárjára a Szécsény-Érsekvadkert vonalig jutottak. A frontvonal mögött továbbra is kuruc kézen volt Érsekújvár, melynek felmentése - ha katonailag nem is - erkölcsileg nagyon kedvezően hatott volna az egyre demoralizáltabb, lassan felbomló kuruc hadseregre. A poltavai vereség után Dél-Oroszországból visszavonuló svéd és lengyel seregek Magyarországra vetődött része ekkor már Rákóczi zsoldjában állt. A mintegy 500 svéd és 3000 lengyel segítségével tervezte a fejedelem az 1710-es, Érsekújvár felmentésére indított hadjáratát. Bizakodásra adhatott okot, hogy a Dunántúlról kiszorított Esterházy Antal 3000 fős seregével 1709 végén sikeresen eljutott a városba.

## Felvonulás a csatatérre

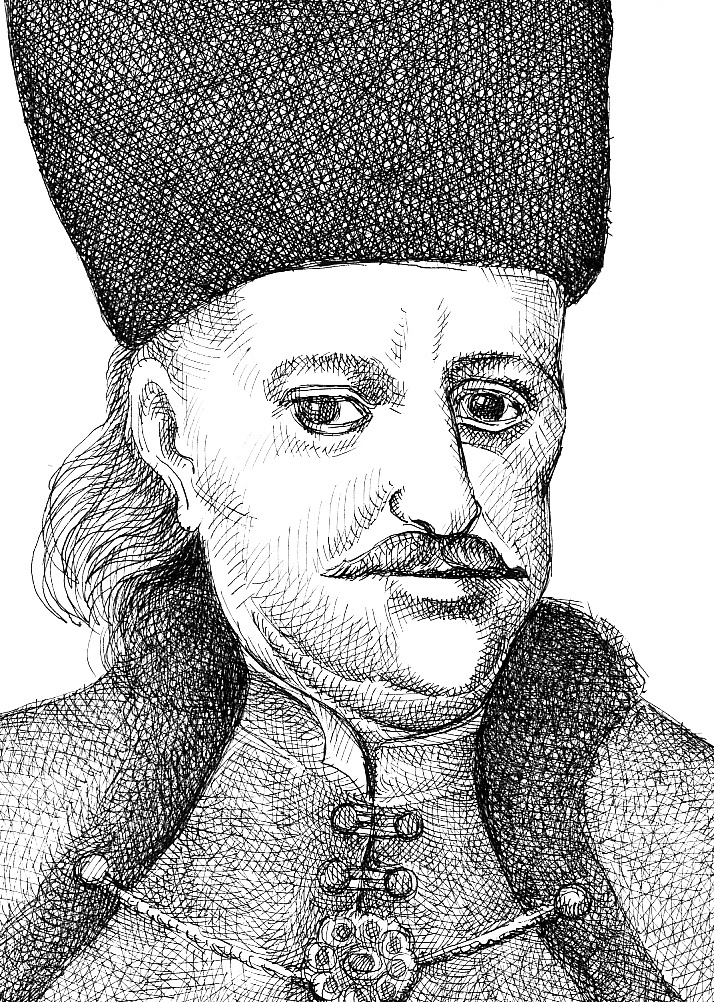
Károlyi Sándor arcképe
Muhi Sándor grafikája

Rákóczi január 21-én Kállón tartott szemlén dicsőséget és zsákmányt ígérve, a megfutamodókat pedig halálbüntetéssel fenyegetve buzdította csapatait (a svédekhez franciául, a lengyelekhez latinul szólt), majd az előhadat Károlyi Sándor vezetésével Érsekvadkerthez küldte. Sickingen erről még aznap kémei segítségével értesült, ám a magyar csapatok létszámát alulbecsülve. Másnap délelőtt csak egy 1500 fős lovas osztaggal vonult eléjük arra számítva, hogy még a fősereg megérkezése előtt szétverhetik azokat. Mire délután 1 óra körül Szátokra érkeztek, Rákóczi főserege már Romhány és Felsőbodony térségében tartózkodott. A fejedelem sem tervezett csatát erre a napra, így táborverést rendelt el. Táborhelyet kereső felderítői azonban osztrák lovassággal találkoztak, így a táborba szállás helyett csatarendbe állította seregeit.

## A csata

### A harcrend
A csata kezdetén a kuruc csapatok a Lókos-patak nyugati partján helyezkedtek el. Az első vonal bal szárnyán a lengyelek, középen a svéd lovasság, a jobb szárnyon pedig a svéd dragonyosok, a tiszántúli és a reguláris lovasság, valamint a magyar gyalogság helyezkedett el, utóbbiak parancsnoka Bagossy László volt. A második vonalban állt Csáky Mihály parancsnoksága alatt a magyar lovasság többi része: a Draguly- és Sennyey-ezredek. Rákóczi és Károlyi egységei valamivel hátrébb alkották a tartalékot. A Kastélyka-dombon álló, több száz éves mogyorófa a helyi néphagyomány szerint a csata alatt Rákóczi megfigyelőhelye, sátrának helye volt. Ezt azonban a későbbi kutatás cáfolta, a csatatértől való távolsága és kedvezőtlen megfigyelést nyújtó helyzete miatt. A fejedelem és vezérkara a csata idején valószínűleg a Felsőbodony melletti templomrom dombján tartózkodott. Az, hogy a tüzérség is itt helyezkedett volna el, a korabeli ágyúk lőtávolsága (300-500 méter) és lassú mozgása miatt kevésbe valószínű. Inkább a korban bevett szokás szerint a gyalogság közelében, vagyis az első vonal jobb szárnyán lehettek.

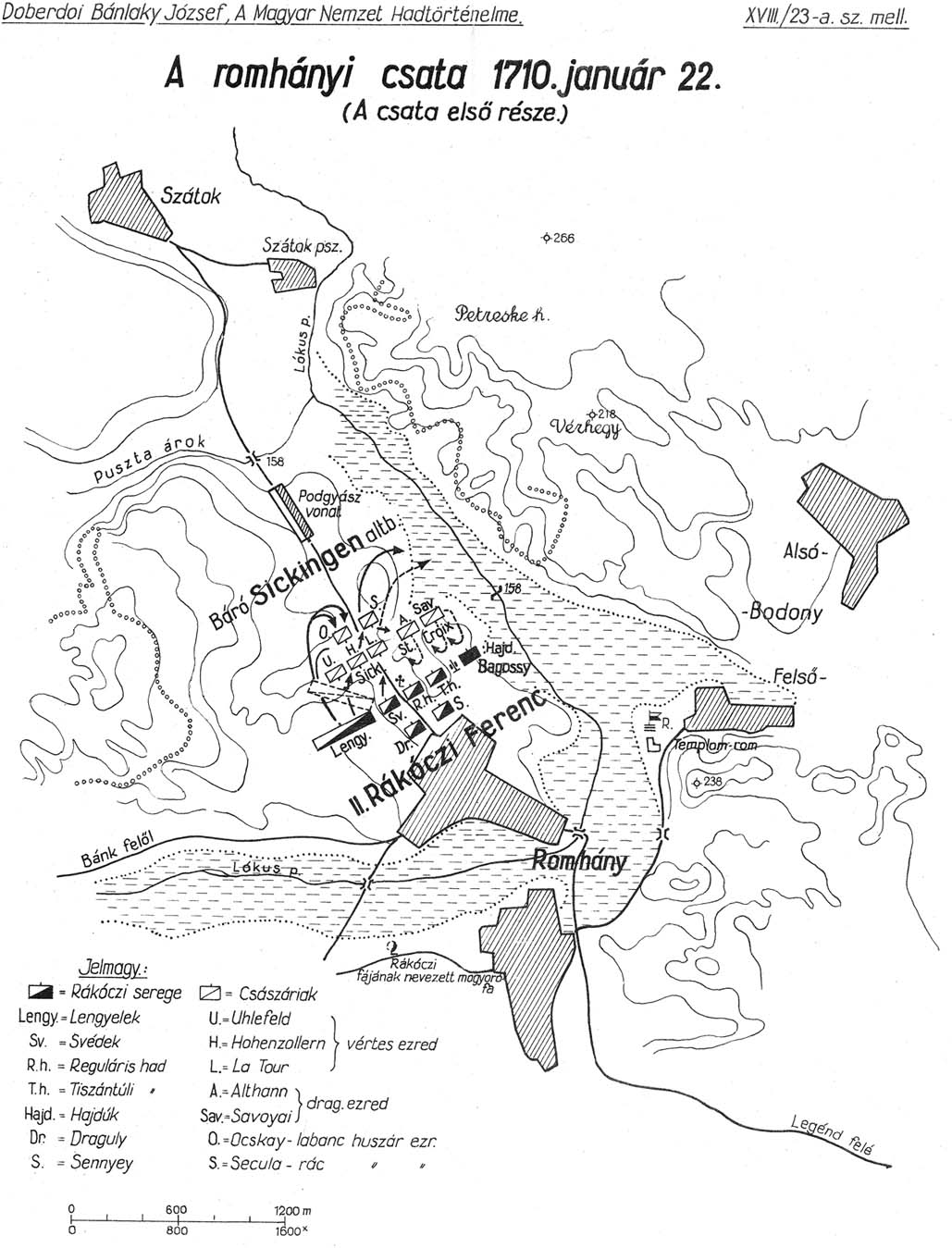

Eközben a császáriak is csatarendbe álltak. Az első vonalban kb. 1000 osztrák lovas állt: a jobb szárnyon lévő vértesek (Uhlefeld-, Hohenzollern- és La Tour- ezredek 200-200 fős különítménye) vezetője a főparancsnok, Sickingen altábornagy volt. A bal szárnyon álló dragonyosokat (Althann- és Savoyai-ezred 200-200 fővel) pedig báró Saint-Croix tábornok irányította. Mögöttük 250 magyar huszár (köztük Ocskay László nemrég átállt katonái) és 250 szerb (rác) huszár (Secula-ezred) helyezkedett el.

### A csata első szakasza
Az ütközet még a felvonulás alatt ágyú- és puskatűzzel indult meg, majd 3 óra környékén a magyar bal szárnyon a lengyel lovasság indított támadást. Céljuk a császári jobb szárny átkarolása volt. Középen a svédek és a reguláris magyar egységek is előrenyomultak, a jobb szárnyon pedig a gyalogság a rájuk támadó osztrák dragonyosok rohamát tartóztatta fel. Itt a hajdúk és a tüzérség túl messziről lőtte az ellenséget, így nagy kárt nem okoztak nekik, de a tiszántúli had beavatkozásának köszönhetően elkerülték, hogy az osztrák nyomás a mocsárba szorítsa őket.
A lengyelek átkaroló hadművelete időközben sikerrel járt: a császári jobb szárnyon lévő vérteseket és Ocskay labanc huszárjait részben bekerítették, a vértesek kb. fele, a huszárok nagyobb része megadta magát. A lengyelek egy része ezután az ő lefegyverzésükkel és őrzésükkel volt elfoglalva. Ezalatt a többi egységet a svédek és magyar huszárok rohama a patak menti mocsárba szorította. Sickingen lova is nyakig merült az ingoványban. Egy svéd szemtanú beszámolója alapján a lengyelek elfogták azt díszes hintót, amelyben Sickingen szeretője ült. A hölgy szolgálólányával együtt túlságosan közelről kísérte figyelemmel a csatát. A lengyelek mindkettőjüket megerőszakolták és megölték, értékeiket elvették.
A csatának ezen a pontján mindkét fővezér – Rákóczi emlékiratai, Sickingen utólagos beszámolója szerint – biztos volt a magyar győzelemben.
A sikereket látva a lengyelek, majd a jobb szárnyon lévő magyarok is a csatát befejezettnek tekintették, beszüntették a harcokat és az elfoglalt császári hadfelszerelés fosztogatásába kezdtek. A fegyelem teljesen felbomlott, a prédálás során még Rákóczi szekereit is kirabolták, elhurcolva például evőeszközeit, arany sarkantyúit és tábori kápolnájának kellékeit. A jól képzett és fegyelmezett svédek és a reguláris kuruc lovasok pedig – mivel újabb ellenséget nem láttak maguk előtt – a helyükön maradtak.

### A csata második szakasza
Eközben a magyar gyalogságot támadó osztrák dragonyosok Saint-Croix tábornok parancsára kissé visszább húzódva rendezték soraikat, majd a mocsárból kikeveredett császári csapatok is csatlakoztak hozzájuk. Ez sikerült is nekik, mivel sem a svédek, sem a magyarok, sem a magyar tartalék ezt nem akadályozta meg.
Egy vakmerő rohammal Saint-Croix a Savoyai dragonyos ezred katonái élén benyomult a centrumban lévő svédek és a jobb szárnyon lévő magyar egységek közötti résbe. Később Schuhknecht alezredes vezetésével az Althann-ezred és a szerb huszárok is követték őket. Ez annyira meglepte a tiszántúli huszárokat és Bagossy gyalogságát, hogy teljesen szétszóródtak. A menekülő gyalogság egy része átjutott a mocsáron és a patakon, a császári roham azonban elsodorta a magyar lovasságot, mely nagy veszteségeket szenvedett. Ezt látva a svédek és a reguláris magyar huszárok is visszavonultak. A csatatérre ekkor érkező újabb, pihent magyar huszárezredek – vélhetően a Draguly- és Sennyey –ezred – a császáriak sikereit látva szintén távol maradtak az összecsapástól.
A bal szárnyon fosztogató magyar csapatokat a csatától távol maradó Migli kapitány és 12 fős osztrák járőregysége megfutamította. A kuruc csapatok bomlását látva ugyanis rejtekhelyükön trombitálással és dobolással akkora zajt keltettek, hogy az egyébként is megviselt kurucok egy felmentő sereg támadásától tartottak és elmenekültek. Ezt látva a lengyelek is visszavonultak, Rákóczit keresve további utasításért. A fejedelem a csapatok felbomlását látva levonult a dombról, hogy azt saját személyes jelenlétével állítsa meg. Romhányban, a patak hídjánál találkozott Károlyival, aki Rákóczi fogságba esésétől tartva lebeszélte őt a személyes beavatkozásról. Ezután Károlyi a tartalékkal északra vonult, egy kisebb császári egységet szétvert és vezérüket elfogta, de Sickingen és Saint-Croix fő erőivel nem került összeütközésbe, majd később visszavonult.
A megmaradt magyar, lengyel és svéd egységek a patak déli oldalán, a császáriak pedig Vadkert közelében gyülekeztek. A svédek és lengyelek újabb támadásra akarták a fejedelmet rávenni, ő azonban csapatai gyenge teljesítményét látva erről letett. Sickingen nagy veszteségeket szenvedett fáradt csapataival szintén nem tudott támadni, így a csata véget ért. Ezt a január végén korán beálló sötétség is indokolta.

### Veszteségek
A mindössze 1,5 órás csatában a kurucok 300-400 főt veszítettek. Elesett Babócsay Ferenc lovassági brigadéros, három alezredes (Andreánszky Zsigmond, Becse András, Pászthói Horváth István), további 16 tiszt és a fejedelmi testőrség egyik tagja. Osztrák fogságba esett több tiszt (köztük 7 svéd kapitány), zsákmány lett 2 ágyú és 27 zászló is. Császári oldalon egy őrnagy, három százados és két hadnagy, összesen kb. 700-800 fő (embereik fele) volt a veszteség.

## Következmények
A csatát mindkét fél saját győzelmeként értékelte. Ma leginkább döntetlen kimenetelűnek tekinthetjük. A nyolcszoros túlerőben lévő kuruc csapatok kezdeti sikereik ellenére fegyelmezetlenségük miatt nem tudták legyőzni a jól képzett császáriakat. Rákóczi főudvarmestere, Ottlyk György szerint: „Németet az elmúlt szerdán megvertük dicsőségesen, de a harchelyről gyalázatosan elszaladtunk.” Bár a császáriak veszteségei számban és arányaiban is nagyobbak voltak, a csata végén mégis ők uralták a harcteret. Rákóczi serege azonban nem bomlott fel, így helyzetüket az osztrákok nem tudták jól kihasználni. Sőt a fejedelem eredeti célját is elérte: sikerült utánpótlást juttatnia Érsekújvárra. Ez néhány hónappal meghosszabbította a várbeliek kitartását, 1710 szeptemberében azonban így is kapitulációra kényszerültek. A kurucok folyamatos visszaszorulását és a szabadságharc vereségét azonban már elkerülni nem, csak elodázni lehetett.

## Emlékezete
A csata emlékműve a Romhányból Szátokra vezető út mellett, a falu szélén áll. A 8 méter magas obeliszket 1932-ben avatták fel, Istók János tervei alapján Magos Dezső építette. Tetején egy turulmadár, oldalán Rákóczi és Károlyi domború képmása, valamint az elesett katonákra emlékeztető magyar, lengyel és svéd nyelvű felirat látható.
A csatára emlékeztet még a Vérhegyen álló kőkereszt is. A faluban 2010 óta hét állomásos történelmi tanösvény köti össze a Rákóczihoz kapcsolódó emlékeket.